# Параноя (фільм, 2007)
«Параноя» (англ. Disturbia) — американський молодіжний трилер 2007 року, знятий за мотивами кінофільму «Вікно у двір» Альфреда Хічкока.

## Сюжет
Батько Кейла Брехта (Шая Лабаф) Деніел Брехт (Метт Крейвен) гине в автокатастрофі, залишивши Кейла одного разом з матір'ю Джуллі (Керрі-Енн Мосс). Поки мати намагається звести кінці з кінцями, Кейл вчиться в школі і живе звичайним життям. Незабаром учитель іспанської мови, вказуючи на недолік Кейла, згадує його покійного батька, і Брехт б'є того по обличчю. Оскільки юнак ще неповнолітній, його садять під домашній арешт.
Кейл проводить час вдома, грає на приставці і дивиться телевізор, а компанію йому складає лише його друг Ронні (Аарон Ю). Джуллі, вважаючи, що син неправильно проводить час, відключає йому приставку та телевізор. Незабаром сусідські хлопчаки вирішують пожартувати над Брехтом і підкидають йому підпалений пакунок із собачими фекаліями. Кейл женеться за кривдниками, але перебігає територію і до місця приїжджає офіцер Гутьєрес (Хосе Пабло Кантільйо), який є родичем «потерпілого» і повідомляє Кейлу, що якщо той ще раз вийде за територію, його віддадуть під суд. Кейл позначає межі території, де він може спокійно ходити, і починає стежити за новими сусідами, серед яких є дівчина Ешлі (Сара Ремер). Він намагається зрозуміти їхні почуття, відносини між собою, що незабаром приводить до його знайомства з Ешлі.
У новинах передають повідомлення про зникнення дівчат, яких очевидно викрали. Кейлу починає здаватися, що його сусід Тернер (Девід Морс) є маніяком, оскільки він поводитися підозріло. Разом з Ронні і Ешлі Брехт починає розслідування. Спочатку Ронні намагається зняти Тернера на камеру, але нічого не виходить. Проте Брехт не здається.
Паралельно у Кейла з Ешлі розвиваються стосунки. Коли дівчина йде на вечірку до сусідів, Кейл ревнує її і включає у себе музику на максимальну потужність, зриваючи веселощі.
Незабаром Брехт зауважує, як Тернер тягне в будинок закривавлений мішок. Він женеться за сусідом і на місце прибуває Гутьєррес, але Кейл розповідає йому про Тернера і просить перевірити мішок. Офіцер дивиться в мішок і виявляє там мертвого оленя. Брехт зганьбився. Тернер розуміє, що Кейл розкрив його, і ловить його матір, після чого збирається вбити самого Кейла. З'являється Ешлі і відволікає маніяка, після чого тікає разом з Кейлом. Викликаний Ешлі Гутьєррес прибуває на місце і Тернер вбиває його. Кейл рятує матір і у важкій сутичці вбиває сусіда.
В кінці фільму Кейл і Ешлі мстяться хлопцям, які підкинули йому пакунок.

## У ролях
| Актор                | Роль                |
| -------------------- | ------------------- |
| Шая Лабаф            | Кейл Брехт          |
| Сара Ремер           | Ешлі Карлсон        |
| Девід Морс           | Роберт "Роб" Тернер |
| Аарон Ю              | Рональд "Ронні" Чу  |
| Керрі-Енн Мосс       | Джулі Брехт         |
| Хосе Пабло Кантільйо | офіцер Гутьєррес    |
| Метт Крейвен         | Деніел Брехт        |
| Віола Девіс          | детектив Паркер     |
| Рене Рив'єра         | сеньйор Гутьєррес   |

## Знімання
Знімання фільму проходили в містах Вітьєр і Пасадена, штат Каліфорнія з 6 січня по 28 квітня 2006 року. Будинки, використані для знімання сусідніх особняків містера Тернера і Кейла, насправді розташовані в різних містах.

## Музика

### Саундтрек
Lakeshore Records; 10 квітня 2007 року.
1. Always Love у виконанні Nada Surf
2. Do not Make Me Wait у виконанні This World Fair
3. One Man Wrecking Machine у виконанні Guster
4. Whoa Now у виконанні Louque
5. Gangsta Boogie у виконанні Love Stink
6. Next to You у виконанні Buckcherry
7. Because I Got High у виконанні Afroman
8. We Love Reggae у виконанні Noiseshaper
9. The Great American Napkin у виконанні The Summer Skinny
10. Dream у виконанні Priscilla Ahn
11. Lovin 'You у виконанні Minnie Riperton
12. Love Like Mine у виконанні Lou Rawls

Час озвучування: 00:45:40
Також у фільмі звучали:
- «Lonely Day» у виконанні System of a Down[8]
- «Taper Jean Girl» у виконанні Kings of Leon
- «Me So Horny» у виконанні 2 Live Crew
- "Ludwig van Beethoven's Symphony No. 5 "у виконанні Countdown
- «Two Step» у виконанні The Forbes Brothers
- «Hello Kitty» у виконанні DNA

### Інструментальна музика
Lakeshore Records; 10 липня 2007 року.
1. Disturbia (7:02)
2. Fishing (3:52)
3. Poofoot (1:15)
4. Voyeurism (2:35)
5. Every Killer Lives Next Door To Someone (3:35)
6. I Like To Play (1:47)
7. Stealth Ronnie (5:11)
8. Walking Ashley Home (2:01)
9. The Club Girl (2:47)
10. Stalking A Killer (7:15)
11. The Basement Graveyard (8:50)

Час звучання: 00:46:08

## Реліз

### Касові збори
Картина вийшла в прокат 13 квітня 2007 року в США і стала хітом номер один у прем'єрний тиждень, зібравши $23 млн. Попри менші результати другого тижня — $10 млн зборів — фільм все ще займав перше місце за результатами прокату. У третій тиждень картина зібрала понад $9 млн. Показник четвертого тижня — $5,7 млн, а фільм виявився на другому місці після фільму «Людина-павук 3: Ворог у тіні».
Загалом у США картина зібрала $80 209 692 і $37 550 442 за кордоном. Загальні касові збори склали $117 760 134 при бюджеті $20 млн.

### Вихід на відео
| Видання   | Параметри                                                     | Дата випуску       | Звук                                                       | Субтитри                                                     | Додатки |
| --------- | ------------------------------------------------------------- | ------------------ | ---------------------------------------------------------- | ------------------------------------------------------------ | --- |
| російське | кольоровий Зона 5 (DVD5) 16:9 (1.78:1) — широкоекранна версія | 22 січня 2008 року | Російський Dolby Digital 5.1 Англійський Dolby Digital 5.1 | Російські англійські українські естонські латиські литовські | Коментарі Ді Джея Карузо, Шаї Лабафа і Сари Ремер Як знімався фільм Вирізані епізоди Зібрання цікавих фактів Приколи на зйомках Відеокліп This World Fair «Do not Make Me Wait» Фотогалерея Трейлер |

Фільм отримав позитивні відгуки кінокритиків. На сайті Rotten Tomatoes фільм має рейтинг 69 % на основі 173 рецензій із середнім балом 6,2 з 10. На сайті Metacritic фільм має оцінку 62 зі 100 на основі 28 рецензій критиків, що відповідає статусу «в цілому позитивні відгуки».

### Нагороди та номінації
| Рік  | Премія                 | Категорія                           | Номінант  | Результат |
| ---- | ---------------------- | ----------------------------------- | --------- | --------- |
| 2007 | Teen Choice Awards     | Choice Movie Actor: Horror/Thriller | Шая Лабаф | Перемога  |
| 2007 | Teen Choice Awards     | Choice Movie: Breakout Male         | Шая Лабаф | Перемога  |
| 2007 | Teen Choice Awards     | Choice Movie: Horror/Thriller       | «Параноя» | Перемога  |
| 2008 | People's Choice Awards | Favorite Movie Drama                | «Параноя» | Номінація |